# Asteroscopus alpina
Asteroscopus alpina är en fjärilsart som beskrevs av Seifers 1916. Asteroscopus alpina ingår i släktet Asteroscopus och familjen nattflyn. Inga underarter finns listade i Catalogue of Life.